# Talvin Singh
Talvin Singh (* 1970 in Leytonstone, London) ist ein britischer Musiker, DJ und Tabla-Virtuose, der vor allem für seine Arrangements von klassischen indischen Musikstücken mit Drum and Bass und Ambient bekannt ist. Talvin Singhs Werke werden häufig dem Asian Underground zugeordnet.

## Biographie
Singh wuchs in Leytonstone auf. Im Alter von fünf Jahren begann er auf der Tabla zu spielen. Und obwohl er sich als Jugendlicher mehr für Punkrock und Breakdance interessierte, ging er mit 15 nach Indien um bei Lakshman Singh sein klassisch-indisches Tabla-Spiel zu perfektionieren. Schon nach einem Jahr kehrte er wieder nach England zurück um als Musiker des klassisch-indischen Stils Karriere zu machen. Sein Stil war jedoch schon zu sehr von westlichen Musikrichtungen beeinflusst.
So begann Singh gegen Ende der 80er seinen eigenen Stil zu entwickeln, er versuchte westliche und indische Musikstile miteinander zu verschmelzen und arbeitete unter anderem mit Björk, Courtney Pine, Siouxsie and the Banshees, Sun Ra, Cleveland Watkiss und den Indigo Girls zusammen.
1995 begründete Singh die Anokha club night im Londoner Lokal Blue Note. Jeden Montag traten dort – gemeinsam mit Talvin Singh – Drum-and-Bass-DJs und südasiatische Punkbands auf. Innerhalb kürzester Zeit entwickelte sich die Anokha Club Night zu einem Highlight der Londoner Musikszene. 1997 veröffentlichte Singh dann das Compilationalbum Anokha – Soundz of the Asian Underground.
Bereits ein Jahr später veröffentlichte er sein erstes Solo-Album – "OK", wofür er 1999 den Mercury Music Prize gewann. Im Jahr 2001 erschien dann sein zweites Solo-Album "Ha".
Sein virtuoses Tabla-Spiel, sein unverkennbarer Stil und seine steigende Bekanntheit führten und führen zu zahlreichen Kollaborationen mit anderen Musikern (wie zum Beispiel mit Nusrat Fateh Ali Khan, Najma Akhtar, Bill Laswell und Trilok Gurtu).

## Diskografie

### Soloalben
- OK (1998)
- Ha (2001)
- Sweet Box (2007)

### Kollaborationen und Kompilationen
- Calcutta Cyber Cafe – Drum + Space (1995)
- Anokha – Soundz of the Asian Underground (1997)
- Nusrat Fateh Ali Khan – Star rise (1997)
- Randall & Hopkirk – Original Soundtrack (2000)
- Master Musicians of Jajouka (2000)
- Remixsingh – OK (2001, Japan Import)
- Back to Mine (2001)
- Tabla Beat Science – Tala Matrix (2002)
- Talvin Singh & Rakesh Chaurasia – Vira (2002)
- Talvin Singh & Sangat – Songs for the inner world (2004)
- Talvin Singh & Nildari Kumar – Together (2011)